# Slaget ved Helena
Slaget ved Helena var et slag i den amerikanske borgerkrig. Det blev udkæmpet den 4. juli 1863, ved Helena i Arkansas. Det blev overskygget af Slaget ved Gettysburg og Belejringen af Vicksburg, men slaget ved Helena betød at østlige del af Arkansas kom under Unionens kontrol.

## Baggrund

### Unionens styrker
Generalmajor Benjamin M. Prentiss, som havde kommandoen over Unionens styrker i det østlige Arkansas havde hovedkvarter i Helena med ca. 20.000 tropper. Brigadegeneral Frederick C. Salomon, som var chef for en division i 13. Korps og var blevet sat i spidsen for styrkerne, der bemandede stillingerne ved Helena, en havneby ved Mississippifloden ved slutningen af Crowley's Ridge og var omringet af stejle bakker gennemskåret af kraftigt bevoksede slugter. Fire artilleribatterier med brystværn og skydehuller lå i en halvcirkel rundt om byen. Hertil kom USS Tyler, en kanonbåd, som var tildelt Prentiss som støtte.
Lige inden slaget blev en stor styrke tropper overført til Vicksburg for at forstærke belejringen af byen. Overførslen efter kun omkring 4.000 unionssoldater til at beskytte den føderale enklave ved Helena.

### Konfødererede styrker
Generalløjtnant Theophilus H. Holmes, chefen for de konfødererede styrker i militærdistriktet Arkansas, planlagde et koordineret angreb fra tre sider mod de store føderale befæstninger, som omgav Helena med henblik på at lette presset på Vicksburg og for at forhindre at Helena blev base for angreb længere ind i Arkansas.

## Optakt
Holmes skrev til general Edmund Kirby Smith, lederen af de konfødererede styrker vest for Mississippi floden, og fik tilladelse til at angribe Helena. Infanteri under generalmajor Sterling Price og kavaleri under brigadegeneral John S. Marmaduke skulle rykke frem fra Jacksonport, Arkansas til omegnen af Helena. Price og Marmaduke skulle mødes med infanteri fra Little Rock, under brigadegeneral James Fleming Fagan. Holmes og guvernøren over Arkansas Harris Flanagin rejste til Helena for selv at lede angrebet.
Unionsgeneral Prentiss fik besked på, at der var et angreb på vej, og arbejdede aktivt på at forsinke de konfødereredes bevægelser ved at fælde træer. Helena selv var overfyldt med Unionstropper og havde mangel på indkvarteringsmuligheder og dårlige sundheds- og sanitetsfaciliteter. Unions soldater omdøbte byen til "Hell-in Arkansas".

## Slaget
Holmes planlagde med et angreb ved daggry med Marmadukes 1.700 afsiddede kavalerister, som skulle angribe det befæstede Rightor Hill nordvest for byen og erobre det artilleribatteri, som var placeret der. General Fagans 1.300 fik til opgave at erobre Hindman's Hill sydvest for byen. Brigadegeneral Lucius M. Walker fik til opgave at dække Marmadukes flanke og forhindre unionsforstærkninger i at nå Rightor Hill. Hovedangrebet skulle imidlertid foregå i centrum med Sterling Prices 3.100 mand, der skulle erobre Graveyard Hill og artilleribatteriet, som beskyttede det.
Marmadukes angreb kom hurtigt i vanskeligheder, og begyndte at blive ramt af ild fra artilleri og mindre våben fra hans venstre flanke. Walker skulle beskytte Marmaduke, men undlod at komme til hjælp på grund af sin egen udsatte stilling. Walkers undladelse førte senere til ondt blod mellem Marmaduke og Walker som sluttede med en blodig duel under felttoget mod Little Rock.
De sydvestlige og centrale elementer af det konfødererede angreb led også under fejlslagen kommunikation og misforståede ordrer. Fagan og Price fik ikke koordineret deres angreb på grund af Holmes' vage ordre om at "angribe ved dagslys". Price fortolkede denne ordre således, at det betød at angribe når solen stod op, mens Fagan fortolkede det som at angribe så snart det blev lyst.
Fagan blev overrasket over at hans angreb på Hindman Hill blev imødegået med artilleriild fra Graveyard Hill. Fagan havde ventet at Price allerede var i kamp med dette batteri. Fagans artilleri havde ikke kunnet nå frem til slagmarken på grund af at fældede træer spærrede vejen. Fagan havde intet artilleri til rådighed, som kunne nedkæmpe de føderale kanoner og havde intet andet valg end at give sine tropper til at erobre bakken under artilleribeskydning. Fagans mænd nåede op af bakken og erobrede de ydre forsvarsværker, men blev holdt nede lige før toppen af to unionsbatterier.
Prices angreb i centrum af Unionens linje begyndte først næsten en time efter Fagans angreb. Prices mænd angreb de føderale linjer, men blev slået tilbage af koncentreret artilleribeskydning fra batterierne og USS Tyler. Prices konfødererede styrker foretog yderligere to desperate angreb inden det lykkedes for dem at erobre kanonerne på Graveyard Hill. Price forsøgte at vende kanonerne mod de resterende føderale tropper, men måtte konstatere, at kanonerne var blevet ødelagt inden de blev erobret.
De konfødererede havde opnået nogen succes, trods misforståelserne. Fagan holdt det meste af befæstningerne mod sydvest og Price holdt de højtliggende områder i centrum af Unionens linjer. Holmes ankom til Graveyard Hill, men undlod at udnytte sin fordel. Holmes var tydeligvis ude af stand til at beslutte om han skulle støtte Marmaduke på hans venstre flanke, Fagen på hans højre eller udnytte sin fordel i centrum og i stedet udstedte han en række forvirrende ordrer, som førte til halve løsninger som ikke vendte strømmen noget af de tre steder.
De udsatte konfødererede blev mål for alle resterende kanoner på slagmarken foruden de tunge kanoner på Tyler. Klokken 10.30 var Holmes klar over at hans stilling var blevet forringet, og at han ikke kunne komme videre. En general retræte blev beordret , og angrebet på Unionens base var slået fejl.

## Efterspil
Slaget ved Helena kostede unionen et tab på 206, mens konføderationens tab var 1.636. Da den ikke længere var truet, blev Helena en vigtig Unionsenklave ved Mississippifloden og blev base for det vellykkede felttog for at erobre Little Rock, Arkansas senere på året.